# ميكا بورم
ميكا بورم (بالإنجليزية: Mika Boorem)‏ ممثلة أمريكية من مواليد 18 أغسطس 1987.

## مواقع خارجية
- ميكا بورم على موقع IMDb (الإنجليزية)
- ميكا بورم على موقع ألو سيني (الفرنسية)
- ميكا بورم على موقع أول موفي (الإنجليزية)
- ميكا بورم على موقع قاعدة بيانات الأفلام السويدية (السويدية)
- ميكا بورم على موقع إن إن دي بي (الإنجليزية)
- ميكا بورم على موقع قاعدة بيانات الفيلم (الإنجليزية)
- ميكا بورم على موقع كينوبويسك (الروسية)